# Kossiré
Ne doit pas être confondu avec Košíře.
 (juin 2019).
Si vous disposez d'ouvrages ou d'articles de référence ou si vous connaissez des sites web de qualité traitant du thème abordé ici, merci de compléter l'article en donnant les références utiles à sa vérifiabilité et en les liant à la section « Notes et références ».
 (juin 2019).
Kossiré est un village guinéen situé au Fouta-Djalon, dans la région administrative de Labé. Cette localité fait partie de l'un des villages de la sous préfecture de Pilimini, dans la préfecture de Koubia.

## Géographie
Il est limité à l'est par Dansoko (Niakaya), à l'ouest par Salimé, au nord par le mont fello Kampa, au sud par les fleuves Salimé-Wôol et Sila makaya.

## Population
Les habitants de cette localité sont des Peuls Musulmans venus de Dalein, plus précisément de Gongolong.

## Économie
Les habitants vivent principalement de l'agriculture, de l'élevage et de petits commerces entre les différents marchés hebdomadaires qu'on appelle Loumo.